# Kiwigaster variabilis
Kiwigaster variabilis  (лат.) — вид наездников из семейства Braconidae (Ichneumonoidea). Эндемик Новой Зеландии (Mataraua Forest, Waoku Coach Road, 400 м). Первый представитель подсемейства Microgastrinae с половым диморфизмом: у самок усики состоят из 17 члеников, а у самцов - из 18.